# كلوديا لينهوف-بوبيان
كلوديا لينهوف بوبيان (بالإنجليزية: Claudia Linnhoff-Popien)‏ وهي عالمة ألمانية في عالم حاسوب.

## حياتها العملية
أنهت لينهوف بوبيان دراستها العليا في الرياضيات المعلوماتية عام 1989 في جامعة لايبتزغ. وبعد ذلك درست في جامعة أوتو فون-غريكي ماغديبورغ. وابتداء من عام 1991 ، عملت كمساعد باحث في الجامعة التقنية الراينية الفستفالية، حيث حصلت على درجة الدكتوراه. في عام 1994. من عام 1995 إلى عام 1997 ، قامت بإلقاء محاضرات مختلفة في جامعة إيسن. عملت زائرة باحثة في معهد الأبحاث التطبيقية بجامعة واشنطن في سانت لويس عام 1997. وفي عام 1998 ، أنهت دراستها في جامعة آخن للتكنولوجيا وانضمت إلى جامعة لودفيغ ماكسيميليان في ميونخ للحصول على شهادة التأهل للأستاذية. منذ عام 2003 وهي أستاذة في مجال الحوسبة المتنقلة والحوسبة الموزعة.
تعتبر لينهوف بوبيان عضوة في أكثر من 50 لجنة في المؤتمرات الدولية التي ينظمها الجمعية الدولية لمعالجة المعلومات (IFIP) و رابطة مكائن الحوسبة (ACM) و معهد مهندسي الكهرباء والإلكترونيات (IEEE) و مجتمع علوم الكمبيوتر ورابطة الهندسة الكهربائية والتقنيات الإلكترونية وتقنيات المعلومات (VDE) وغيرها من المنظمات. وهي شاهدة خبير في مؤسسة البحوث الألمانية، ووزارة التعليم والأبحاث الفيدرالية في ألمانيا، والهيئة الألمانية للتبادل الثقافي. تعمل في العديد من المشاريع البحثية المدعومة من قبل الصناعة والحكومة بما في ذلك الحوسبة الموزعة والحوسبة السائدة بالإضافة إلى اكتشاف الخدمة والوعي بالسياق.

## من منشوراتها
- مع رالف شنايدر ، مايكل زاداك: الأسواق الرقمية. سبرنجر 2017 (ردمك 9783662492758)
- مع توماس سترانج: سبرنجر 2005 (ردمك 9783540320425)
- مع هاينز جيرد هيجيرنغ: اتجاهات في الأنظمة الموزعة: نحو سوق خدمات عالمي. سبرنجر 2000 (ردمك 9783540410249)
- مع أوتو سبانيول: الاتجاهات في الأنظمة الموزعة: كوربا وما وراءها. سبرنجر 1996 (ردمك 9783540618423)